# Fuente-Higuera
Fuente-Higuera ist ein Dorf in der Gemeinde Molinicos in der spanischen Provinz Albacete in der Autonomen Region Kastilien-La Mancha.
Fuente-Higuera in der Bergregion Sierra del Segura wird erstmals 1849 im  Diccionario geográfico-estadístico-histórico de España (historisch-statistisches-Ortsverzeichnis von Spanien) erwähnt.
Traditionelle wirtschaftliche Aktivitäten der Gemeinde sind die Landwirtschaft, Vieh- und Forstwirtschaft.
Im Ortsgebiet befindet sich das 2010 eröffnete Centro Comarcal de Emergencias de la Sierra del Segura mit der Base Aérea de Cañadillas, die als regionales Zentrum zur Waldbrandbekämpfung zugleich der größte Arbeitgeber am Ort ist.